# Jack Medica
Jack Chapman Medica (Seattle, 5 ottobre 1914 – Carson City, 15 aprile 1985) è stato un nuotatore statunitense.
Specializzato nello stile libero ha vinto la medaglia d'oro nei 400 m sl ai Giochi olimpici di Berlino 1936, insieme agli argenti nei 1500 m sl e nella staffetta 4 × 200 m sl.
È diventato uno dei Membri dell'International Swimming Hall of Fame.
È stato primatista mondiale dei 200 m e 400 m sl.

## Palmarès
- Olimpiadi
  - Berlino 1936: oro nei 400 m sl, argento nei 1500 m sl e nella staffetta 4 × 200 m sl.